# Sonu Sood
Sonu Sood (né le 30 juillet 1973) est un acteur, mannequin et producteur de cinéma indien qui joue principalement dans les films en tamoul, télougou, hindi, kannada et punjabi. Il est particulièrement connu pour ses interprétations de personnages négatifs.

## Biographie

### Enfance et jeunesse
Sonu Sood (hindi : सोनू सूद, ourdou : سونو سود, tamoul : சோனு சூட், télougou : సోనూ సూద్) est né le 22 mai 1973 à Moga, dans l'État du Pendjab (Inde) d'un père entrepreneur et d'une mère enseignante. Il a deux sœurs. Il grandit à Nagpur, dans le Maharashtra, où il fait ses études et obtient un diplôme d'ingénieur en électronique.

### Vie personnelle
Il est marié à Sonali Sood en 1996 et a deux fils, Ishant et Ayaan.

## Filmographie
| Année | Film                                           | Rôle                      | Langue                 | Notes |
| ----- | ---------------------------------------------- | ------------------------- | ---------------------- | --- |
| 1999  | Kallazhagar                                    | Soumya Narayanan (Prêtre) | Tamoul                 | |
| 1999  | Nenjinile                                      | Gangster                  | Tamoul                 | |
| 2000  | Hands Up!                                      | Tuglak                    | Télougou               | |
| 2000  | Sandhitha Velai                                | Sandeep                   | Tamoul                 | |
| 2001  | Majunu                                         | Frère d'Heena             | Tamoul                 | |
| 2002  | Shaheed-E-Azam                                 | Bhagat Singh              | Hindi                  | |
| 2002  | Zindagi Khoobsurat Hai                         | Muraad                    | Hindi                  | |
| 2002  | Raja                                           | Bhavani                   | Tamoul                 | |
| 2003  | Ammayilu Abbayilu                              | Rakesh                    | Télougou               | |
| 2003  | Kovilpatti Veeralakshmi                        | Rajiv Mathur              | Tamoul                 | |
| 2003  | Kahan Ho Tum                                   | Karan                     | Hindi                  | |
| 2004  | Netaji Subhas Chandra Bose: The Forgotten Hero | Lt. Col Shah Nawaz Khan   | Hindi                  | |
| 2004  | Mission Mumbai                                 | Capt. Rajeev Singh        | Hindi                  | |
| 2004  | Yuva                                           | Gopal Singh               | Hindi                  | |
| 2005  | Sheesha                                        | Raj                       | Hindi                  | |
| 2005  | Chandramukhi                                   | Oomayan                   | Tamoul                 | |
| 2005  | Super                                          | Sonu                      | Télougou               | |
| 2005  | Athadu                                         | Malli                     | Telugu                 | |
| 2005  | Aashiq Banaya Aapne                            | Karan Oberoi              | Hindi                  | |
| 2005  | Siskiyaan                                      | Dr Vishwas                | Hindi                  | |
| 2005  | Divorce: Not Between Husband and Wife          | Siddharth Joshi           | Hindi                  | |
| 2006  | Ashok                                          | K K                       | Télougou               | |
| 2006  | Rockin' Meera                                  | Prince                    | Anglais                | |
| 2008  | Jodhaa Akbar                                   | Prince Sujamal            | Hindi                  | |
| 2008  | Mr Medhavi                                     | Siddharth                 | Télougou               | |
| 2008  | Singh Is Kinng                                 | Lakhan 'Lucky' Singh      | Hindi                  | |
| 2008  | Ek Vivah Aisa Bhi                              | Prem Ajmera               | Hindi                  | |
| 2009  | Arundhati                                      | Pasupathi                 | Télougou               | Prix Nandi du meilleur méchant Prix Filmfare du meilleur acteur dans un second rôle CineMAA Award du meilleur acteur dans un rôle négatif |
| 2009  | Dhoondte Reh Jaaoge                            | Aryan                     | Hindi                  | |
| 2009  | Anjaneyulu                                     | Bada                      | Télougou               | |
| 2009  | Bangaru Babu                                   | Rajendra                  | Télougou               | |
| 2009  | Ek Niranjan                                    | Johnny Bhai               | Télougou               | |
| 2009  | City of Life                                   | Basu / Peter Patel        | Anglais                | |
| 2010  | Dabangg                                        | Chhedi Singh              | Hindi                  | Prix Apsara du meilleur acteur dans un rôle négatif Prix IIFA pour la meilleure performance dans un rôle négatif                          |
| 2011  | Shakti                                         | Mukthar                   | Télougou               | |
| 2011  | Theenmaar                                      | Sudhir                    | Télougou               | |
| 2011  | Bbuddah... Hoga Tera Baap                      | ACP Karan Malhotra        | Hindi                  | |
| 2011  | Kandireega                                     | Bhavani                   | Télougou               | |
| 2011  | Dookudu                                        | Nayak                     | Télougou               | |
| 2011  | Vishnuvardhana                                 | Adhishesha                | Kannada                | |
| 2011  | Osthi                                          | Boxeur Daniel             | Tamoul                 | |
| 2012  | Maximum                                        | Inspecteur Pratap Pandit  | Hindi                  | |
| 2012  | Uu Kodathara? Ulikki Padathara?                | Phanindra Bhupathi        | Télougou               | |
| 2012  | Julai                                          | Bittu                     | Télougou               | |
| 2012  | Madha Gaja Raja                                | Inconnu                   | Tamoul                 | Non publié |
| 2013  | Shootout at Wadala                             | Dilawar Imtiaz Haksar     | Hindi                  | |
| 2013  | Ramaiya Vastavaiya                             | Raghuveer                 | Hindi                  | avec Girish Kumar |
| 2013  | Bhai                                           | James                     | Télougou               | |
| 2013  | R... Rajkumar                                  | Shivraj Gurjar            | Hindi                  | |
| 2014  | Entertainment                                  | Arjun                     | Hindi                  | |
| 2014  | Aagadu                                         | Damodar                   | Télougou               | |
| 2014  | Happy New Year                                 | Jagmohan Prakash (Jag)    | Hindi                  | |
| 2015  | Gabbar Is Back                                 | Balbir Singh              | Hindi                  | |
| 2016  | Saagasam                                       | Bittu                     | Tamoul                 | |
| 2016  | Xuanzang                                       | Harsha                    | Mandarin               | |
| 2016  | Ishq Positive                                  | Lui-même                  | Urdu                   | Caméo apparence |
| 2016  | Devi                                           | Raj Khanna                | Tamoul                 | |
| 2016  | Abhinetri                                      | Raj Khanna                | Télougou               | |
| 2016  | Tutak Tutak Tutiya                             | Raj Khanna                | Hindi                  | Aussi producteur |
| 2017  | Kung Fu Yoga                                   | Randall                   | Mandarin Hindi Anglais | |
| 2018  | Paltan                                         | Maj. Bishen Singh         | Hindi                  | |
| 2018  | Simmba                                         | Durva Ranade              | Hindi                  | |
| 2019  | Kurukshetra                                    | Arjuna                    | Kannada                | |
| 2019  | Devi 2                                         | Raj Khanna                | Tamoul                 | Caméo apparence |
| 2019  | Abhinetri 2                                    | Raj Khanna                | Télougou               | Caméo apparence |
| 2019  | Sita                                           | Basavaraju                | Télougou               | |
| 2021  | Alludu Adhurs                                  | Gaja                      | Télougou               | |

### Doubleur
| Film                   | Acteur      | Rôle             | Langue doublée | Langue original | Année de sortie | Notes |
| ---------------------- | ----------- | ---------------- | -------------- | --------------- | --------------- | ----- |
| The Legend of Hercules | Kellan Lutz | Hercules/Alcides | Hindi          | English         | 2014            |       |

## Distinctions

### Récompenses
- 2009 : Nandi Award du meilleur acteur dans un rôle négatif pour Arundhati
- 2009 : Filmfare Award du meilleur acteur dans un second rôle pour Arundhati
- 2009 : CineMAA Award du meilleur acteur dans un rôle négatif pour Arundhati
- 2010 : Prix Apsara du meilleur acteur dans un rôle négatif pour Dabangg
- 2010 : IIFA Award du meilleur acteur dans un rôle négatif pour Dabangg